# Qingdao Hainiu Football Club
Actualités
Le Qingdao Hainiu Football Club (en chinois : 青岛海牛), plus couramment abrégé en Qingdao Hainiu, est un club chinois de football fondé en 1990 et basé à Qingdao, dans la province du Shandong.

## Histoire

### Historique du club
- 1990 : fondation du club
- 1994 : le club est renommé Qingdao Hainiu
- 1998 : le club est renommé Qingdao Yizhong Hainiu
- 2001 : le club est renommé Qingdao Beer
- 2002 : le club est renommé Qingdao Yizhong Hainiu
- 2002 : le club est renommé Qingdao Hademen
- 2003 : le club est renommé Qingdao Beilaite
- 2005 : le club est renommé Quingdao Zhongneng
- 2008 : le club est renommé Qingdao Jonoon
- 2021 : le club est renommé Qingdao Hainiu

## Bilan sportif

### Palmarès
| Compétitions nationales                                                                | Compétitions internationales                                                                                                  |
| -------------------------------------------------------------------------------------- | --- |
| - Coupe de Chine (1) : - Vainqueur : 2002. - Supercoupe de Chine : - Finaliste : 2002. | - Championnat de Chine D2 (1) : - Champion : 1994. - Vice-champion : 1996. - Championnat de Chine D3 (1) : - Champion : 1992. |

### Bilan saison par saison
| Saison | D1  | Points | Journée | Vic. | Nuls | Déf. | B.P. | B.C. | Diff. |
| ------ | --- | ------ | ------- | ---- | ---- | ---- | ---- | ---- | ----- |
| 2008   | ... | ...    | ...     | ...  | ...  | ...  | ...  | ...  | ...   |
| 2007   | 8e  | 36 pts | 28      | 10   | 6    | 12   | 36   | 42   | -6    |
| 2006   | 14e | 25 pts | 28      | 6    | 7    | 15   | 25   | 36   | -11   |

## Personnalités du club

### Présidents du club
- Qiao Weiguang

### Entraîneurs du club[2]
| - Wang Shouye (1990 - 1991) - Liu Guojiang (1992) - Wang Shouye (1993 - 1994) - Xu Yonglai (1995) - Wu Hongyue (1996) - Liu Guojiang (1997) - Li Yingfa (1998) - Kim Jung-nam (1999) - Guo Zuojin (1999) - Wang Shouye (1999) - Yang Weijian (1999) - Miroljub Ostojić (2000) - Guo Zuojin (2000 - 2001) - Lee Jang-soo (2002 - 2003) - Tang Lepu (2004) - Wang Weiman (2004) - Yin Tiesheng (2005 - 2007) - Guo Kanfeng (2008 - 2009) | - Slobodan Santrač (30 avril 2009 - 11 novembre 2009) - Dragan Jovanovič (2010) - Ji Yujie (2010) - Chang Woe-Ryong (1er janvier 2011 - 31 décembre 2011) - Blaž Slišković (20 janvier 2012 - 13 mars 2012) - Yang Weijian (2012) - Chang Woe-ryong (24 mai 2012 - 20 août 2013) - Li Yingfa (20 août 2013 - 5 septembre 2013) - Goran Stevanović (5 septembre 2013 - 30 octobre 2013) - Li Xiaopeng (30 octobre 2013 - 22 juillet 2014) - Tomaž Kavčič (24 juillet 2014 - 5 octobre 2015) - Dragan Stančić (5 octobre 2015 - 15 décembre 2015) - Su Maozhen (15 décembre 2015 – 6 septembre 2016) - Yin Tiesheng (6 septembre 2016 – 25 décembre 2017) - Goran Stevanović (25 décembre 2017 – 14 juin 2018) - Aleksandar Kristić (14 juin 2018 - 23 décembre 2019) - Zhu Jiong (23 décembre 2019 - ) |

### Anciens joueurs du club
- Qu Bo
- Dumitru Mitu